# Epichoristodes
Genre
Epichoristodes est un genre de petits lépidoptères (papillons) de la famille des Tortricidae.

## Liste d'espèces
Selon Catalogue of Life (13 juillet 2020) :
- Epichoristodes acerbella Walker, 1864 - existe en Europe.
- Epichoristodes apilectica Diakonoff, 1960
- Epichoristodes atricaput Diakonoff, 1973
- Epichoristodes atycta Bradley, 1965
- Epichoristodes canonicum Diakonoff, 1973
- Epichoristodes goniopa Diakonoff, 1960
- Epichoristodes heterotropha Bradley, 1965
- Epichoristodes incerta Diakonoff, 1960
- Epichoristodes leucocymba Meyrick, 1912
- Epichoristodes macrosema Diakonoff, 1970
- Epichoristodes nervosum Diakonoff, 1970
- Epichoristodes panochra Bradley, 1965
- Epichoristodes psoricodes Meyrick, 1911
- Epichoristodes ypsilon Diakonoff, 1960